# Viktor Kokman
Viktor Kokman, född 1 mars 1993 i Norrköping, är en svensk professionell ishockeymålvakt som spelar för Karlskrona HK i Hockeyettan. Hans moderklubb är HC Vita Hästen.
Viktor vann NM-silver med Storhamar IL 2022.